# Лаку ноћ, децо (ТВ серија из 1966)
„Лаку ноћ, децо” је југословенска телевизијска серија чијих 165 епизода се приkазивало током 1966. и 1967. године у продукцији Телевизије Београд. Епизоде су прихазиване свако вече пре почетка другог „Дневника“. 

## Улоге
| Глумац                     | Улога |
| -------------------------- | ----- |
| Драгољуб Гула Милосављевић |       |

Комплетна ТВ екипа ▼
| Редитељ    | Војислав Ракоњац Кокан |
| Сценариста | Александар Антић       |
| Сценариста | Душан Радовић          |